# 技術経営・イノベーション賞
技術経営・イノベーション大賞（ぎじゅつけいえい・イノベーションたいしょう）は、一般社団法人科学技術と経済の会（JATES）が、2013年より授賞を実施している日本の産業部門に対する表彰制度（賞）。第7回（2018年度）までは、技術経営・イノベーション賞として表彰。
新規事業化、市場開拓（上市）、標準化、オープン型技術開発などを対象とし、実際に産業界でそのプロジェクトを推進したチームまたはリーダに対して授与される。

## 制定の経緯
日本の経済発展に必要とされる産業競争力の強化にイノベーションが果たす役割が大きいと考えられることから、日本発のイノベーションを拾い出して世に紹介し、イノベーションを進める一助となることを目的に創設された。

## 表彰のプロセス
本制度は産業界が主導していることが大きな特徴である。すなわち、科学技術と経済の会(JATES)の中に位置づけられる「技術経営会議」（企業のCTOから構成される）のメンバーが審査委員となることで発足した。
応募には制限なく、自薦・他薦のいずれも受け付ける。応募書式には、プロジェクトに着手した動機、シーズ技術、克服された問題や障壁、それらを克服した原動力、マーケティングや製造部門との連携策、市場規模や将来展望などを記述する。
これをもとに、審査委員の審査により、評価項目ごとに採点が行われる。2012年度第1回の例では、「革新性」（市場、組織、調達、ユーザ等）に重点が置かれ、ポイントのウエートが高かったとされている。
最終的に、上記の「技術経営会議」運営委員（現在、21社22名）による投票で賞が決定されることであったが、第7回時より学識経験者を加え、運営委員数を減らした10数名の選考委員によって最終選考が行われることとなった。

## 表彰の種類
第1回（2012年度、2013年2月授賞）では文部科学大臣賞と科学技術と経済の会会長賞の2種類であった。第2回（2013年度（2014年授賞）)以降、経済産業大臣賞が加わり、3種類となった。第7回から内閣総理大臣賞が創設され、第8回には総務大臣賞が創設されて今日に及んでいる。

## 表彰案件
※受賞者の所属は当時。

### 第1回（2013年2月）
文部科学大臣賞
- 「センサ部品領域におけるハードとソフト融合のソリューション事業（電子コンパス）」

山下昌哉（旭化成）
科学技術と経済の会会長賞
- 「プログラミング言語Ruby」

まつもとゆきひろ（ネットワーク応用通信研究所）
- 「ソフトウエアデファインドネットワーク実現に向けたオープンフロー事業の立ち上げ」

下西英之・岩田淳・小林正好（日本電気）

### 第2回（2014年2月）
文部科学大臣賞
- 「小型・低消費電力な携帯電話基地局の実現に向けた高電圧動作・高効率窒化ガリウムトランジスタ(Ga HEMT)の立ち上げ」

小林正宏・井上和孝・佐野征吾・長谷川裕一・蛯原要・桑田展周（住友電気工業、住友電工デバイス・イノベーション）　　　
経済産業大臣賞
- 「発熱、保温、保湿、吸汗速乾など10の機能を併せ持つ機能性インナーウェアの開発」

柳井正（ファーストリテイリング）・日覺昭廣（東レ）
科学技術と経済の会会長賞
- 「URUP(Ultra Rapid Under Pass)工法」

三木慶造・横溝文行・阪本公明（大林組）
- 「長期冷蔵保存技術による生鮮品の新たなコールドチェーン物流インフラの構築」

松井寿秀・井筒伊朗（MARS Company）

### 第3回（2015年3月）
文部科学大臣賞
- 「世界No.1精度の顔認証技術で安心・安全な社会の実現に貢献」

今岡仁：細井利憲・石井雅人（日本電気）　　　
経済産業大臣賞
- 「ビジネスジェット機HondaJetの開発」

藤野道格（ホンダエアクラフトカンパニー）
科学技術と経済の会会長賞
- 「少量採血でのアミノ酸測定によるがんリスク検査の事業化」

伊藤雅俊・木村毅・宮野博・吉元良太（味の素）
- 「ロングテールの飲食店市場の生産性向上に貢献する独自インフラの構築」

滝久雄（ぐるなび）
- 「安全計装システムProSafe-RSの事業化」

西島剛志・安藤忠明・佐藤正仁氏・山城靖彦（横河電機）　　　　
- 「化学合成人工抗体バイオ技術の海外スピンオフベンチャー設立による事業化」

藤田省三・有永健児（富士通）

### 第4回（2016年2月）
文部科学大臣賞
- 「自動車の次の100年に向けたMIRAIの開発」

豊田章男・田中義和（トヨタ自動車）
経済産業大臣賞
- 「航空機用炭素繊維複合材料の開発」

日覺昭廣（東レ）
科学技術と経済の会会長賞
- 「獺祭の取り組み」

桜井博志・桜井一宏（旭酒造）
- 「世界貴重文献資産のデジタル保存における新たな事業モデル構築の取り組み」

岩本敏男・岩井利夫・岩元宏樹・中城章史・杉野博史（NTTデータ）
- 「インターナビのプローブデータを用いた快適、安全、安心な運転環境実現への取り組み」

米田徹郎・間俊輔・菅原愛子・益田卓朗・仙石浩嗣（本田技研工業）
科学技術と経済の会会長特別賞
- 「PAN系炭素繊維の発明と実用化への貢献」

進藤昭男（産業技術総合研究所）

### 第5回（2017年2月）
文部科学大臣賞
- 「革新的な浄水技術が途上国社会を変える」

小田兼利（POLY-GLU Group）
経済産業大臣賞
- 「NAND型フラッシュメモリの実用化とさらなる大容量・低価格化に向けた技術開発」

成毛康雄（東芝)
科学技術と経済の会会長賞
- 「日本発世界初の特殊ペプチド創薬開発プラットフォームシステムによる新薬開発のイノベーション」

窪田規一・菅裕明（ペプチドリーム）　　　　　　　　　
- 「デジタルプロダクションシステム(Viscotecs)のパーソナルオーダーシステムへの進化」

川田達男（セーレン）
- 「生産者から経営者へ"Akisai"で農業経営にイノベーションを」

大塚尚子・輪島章司（富士通）

### 第6回（2018年2月）
文部科学大臣賞
- 「ミドリムシを活用したビジネス戦略」

出雲充・鈴木健吾（ユーグレナ）
経済産業大臣賞
- 「免疫チェックポイント阻害剤「オプジーボ」の開発」

相良暁・粟田浩（小野薬品工業）
科学技術と経済の会会長賞
- 「運転支援システム　アイサイト」

吉永泰之・樋渡穣（SUBARU）
- 「暗号技術による安心安全社会への貢献」

柵山正樹・松井充・時田俊雄（三菱電機）
- 「新たに開発した土と水の役割を果たすフィルムを用いる高品質農産物栽培システム(アイメック）」

森有一（メビオール）
- 「呼吸で移動するがんをピンポイントで狙える粒子線がん治療装置の開発」

中村文人・平本和夫・梅澤真澄・藤本林太郎（日立製作所）、白土博樹・梅垣菊男・清水伸一（北海道大学）
審査員特別賞
- 「変なホテル」

澤田秀雄（HISホテルホールディングス）
- 「風計測ライダの実用化と普及への貢献～「風を感じる」から「風を視る」技術へ～」

今城勝治・廣澤賢一・三輪佳史・梶山裕・酒巻洋・安藤俊行・亀山俊平・ 柳澤隆行（三菱電機）

### 第7回（2019年2月）
内閣総理大臣賞
- 「IoTを活用した駐車場・カーシェア事業」

西川光一・佐々木賢一・川上紀文（パーク24）
文部科学大臣賞
- 「ロボットスーツHAL®︎」

山海嘉之（CYBERDYNE）
経済産業大臣賞
- 「ビッグデータ・IoT時代を支えるバリウムフェライト磁性体を用いた大容量データテープの開発」

助野健児・岩嵜孝志・野口仁・森田清夫（富士フイルム）
科学技術と経済の会会長賞
- 「史上初の緩むことのないネジ締結体「L/Rネジ」の事業化」

道脇裕（NejiLaw）
- 「日本発・世界初の抗IL-6受容体抗体アクテムラ®」

小坂達朗（中外製薬）
- 「積層型イメージセンサの開発」

清水照士（ソニー・ソニーセミコンダクタソリューションズ）
選考委員特別賞
- 「開発途上国向けSATOトイレシステム」

Jin Montesano（LIXIL）

### 第8回（2020年2月）
内閣総理大臣賞
- 「QRコード」

中川弘靖・原昌宏（デンソーウェーブ）
総務大臣賞
- 「IoTの「つなぐ」を簡単に　IoTプラットフォームSORACOM」

玉川憲（ソラコム）
文部科学大臣賞
- 「循環型社会の実現に向けた構造タンパク質素材の産業普及」

関山和秀・菅原潤一（Spiber）
経済産業大臣賞
- 「電動アシスト自転車の発明と上市」

日髙祥博・加藤敏純・村田和弘（ヤマハ発動機）
科学技術と経済の会会長賞
- 「超高齢社会を支えるバイオミメティック技術を基盤とした長寿命型人工関節の開発と実用化」

谷本秀夫（京セラ）・石原一彦・茂呂徹（東京大学）
- 「はやぶさ2による未踏天体探査の完遂と新たな探査技術の確立」

山川宏・國中均・津田雄一・佐伯孝尚・照井冬人（宇宙航空研究開発機構）
- 「レンビマ®を通じた肝疾患患者様への取り組み」

内藤晴夫（エーザイ）
選考委員特別賞
- 「世界の貧困層を救うFinTechサービス」

中島徳至（Global Mobility Service）

### 第9回（2021年2月）
内閣総理大臣賞
- 「抗体薬物複合体エンハーツ®」

眞鍋淳（第一三共）
総務大臣賞
- 「日本初・共通IDプラットフォーム「Tポイント/Tカード」による経済的かつ社会的価値の創造と、生活者および事業者への新しい価値提供」

長島弘明（Tポイント・ジャパン）
文部科学大臣賞
- 「知能ロボットコントローラ 「MUJINコントローラ」 の開発」

滝野一征・Diankov Rosen（MUJIN）
経済産業大臣賞
- 「社会の課題解決と価値創造に貢献するスーパーコンピュータ「富岳」」

松本紘・松岡聡（理化学研究所）・時田隆仁・新庄直樹（富士通）
科学技術と経済の会会長賞
- 「モバイルFeliCaプラットフォーム」

疋田智治・中川晋（フェリカネットワークス）
- 「モデルベース開発手法による開発革新（SURIAWASE2.0のベースになる考え方）」

人見光夫・原田靖裕・平松繁喜・今田道宏・矢野康英・横畑英明・小森賢・足立智彦（マツダ）
- 「オクルパッド」

佐藤雅俊（ヤグチ電子工業）・石垣陽（電気通信大学）・半田知也（北里大学）・橘川弘行（ジャパンフォーカス）・窪田和弘（コト）
- 「製造業における部品調達のデジタル革命「meviy」（メヴィー）」

大野龍隆・吉田光伸（ミスミグループ本社）
選考委員特別賞
- 「日本発RPA“WinActor”による社会課題の解決と“RPAエコシステム”の創造」

木村丈治・高木康志（エヌ・ティ・ティ・アドバンステクノロジ）・青柳雄二（日本電信電話）・本間洋（エヌ・ティ・ティ・データ）
- 「歌声合成技術VOCALOID」

中田卓也・藤井茂樹・山浦敦（ヤマハ）
- 「新型コロナウイルス抗原検査試薬の開発」

藤田健・青柳克己・八木慎太郎（富士レビオ）
- 「セラミック技術で環境貢献 ―SOFC燃料電池の研究開発と普及への挑戦―」

谷本秀夫・小野孝・芳川誠司・仲川彰一（京セラ）

### 第10回（2022年2月）
内閣総理大臣賞
- 「超低消費電力 SOTB™プロセス技術の実用化とその応用製品展開」

柴田英利・新田啓人・蒲原史郎（ルネサスエレクトロニクス）
総務大臣賞
- 「超小型衛星群による毎日全地球観測インフラAxelGlobe」

中村友哉・中西佑介（アクセルスペース）
文部科学大臣賞
- 「感染症遺伝子検査の簡易・迅速化を実現する等温遺伝子増幅技術LAMP法」

和田守史・納富継宣・神田秀俊（栄研化学）
経済産業大臣賞
- 「日本初の再生医療等製品　自家培養表皮「ジェイス」の普及」

畠賢一郎・井家益和（ジャパン・ティッシュ・エンジニアリング）
科学技術と経済の会会長賞
- 「5G対応ガラスアンテナ「WAVEATTOCH®」」

平井良典・武田雅宏（AGC）・岡賢太郎（建築ガラス アジアカンパニー）
- 「協働ロボット CRX-10iA」

山口賢治・稲葉清典・安部健一郎・加藤盛剛（ファナック）
- 「222nm紫外線殺菌・ウイルス不活化技術「Care222Ⓡ」」

内藤宏治・平尾哲治・大橋広行（ウシオ電機）
選考委員特別賞
- 「世界に先駆けた日本における頭頸部イルミノックス治療（光免疫療法）の実用化」

三木谷浩史・虎石貴（楽天メディカル）
- 「第3の水「好適環境水」を用いた海産魚介類の陸上養殖」

柳澤康信・山本俊政（加計学園岡山理科大学）
- 「世界初・歯科用深浅駆動式根管治療用エンジンハンドピース、「キツツキ」」

鈴木計芳（ノイシュタットジャパン）

### 第11回（2023年2月）
内閣総理大臣賞
- 「COVEROSS®（カバロス）のサーキュラーファッション」

鈴木素・矢作比呂貴・宮田昇（hap）
総務大臣賞
- 「リアルタイム版国内人口分布統計（モバイル空間統計®）とAI活⽤による応⽤事例」

田村穂積・前田義晃・谷直樹・平松孝朗・田原務・寺田雅之（NTTドコモ）・三村淳・鈴木俊博（ドコモ・インサイトマーケティング）
文部科学大臣賞
- 「プラズマ乳酸菌の研究開発（事業化と⾷品免疫市場創出）」

磯崎功典・南方健志・藤原大介（キリンホールディングス）
経済産業大臣賞
- 「世界初の味覚センサ技術による⾷品業界のイノベーション」

都甲潔（九州大学）・池崎秀和（インテリジェントセンサーテクノロジー）
科学技術と経済の会会長賞
- 「環境配慮コンクリート︓T-eConcrete®の開発」

相川善郎・丸屋剛・大脇英司・渡邉悟士（大成建設）
- 「「Yakult（ヤクルト）1000」・「Ｙ１０００」の開発」

成田裕・石川文保・平野宏⼀（ヤクルト）
選考委員特別賞
- 「日本発!!Smart Eye Camera と眼科診断AI を活⽤した世界の失明撲滅の挑戦!!」

清水映輔（OUI）
- 「手術支援ロボットhinotori™ サージカルロボットシステム」

浅野薫（メディカロイド）
- 「Project PLATEAU 〜3D 都市モデルの整備・活⽤・オープンデータ化プロジェクト〜」

Project PLATEAU（国土交通省）